# Gräfin Plättmamsell
Gräfin Plättmamsell ist ein deutsches Stummfilmlustspiel von Constantin J. David aus dem Jahre 1926 mit Ossi Oswalda in der Titelrolle und Curt Bois in der männlichen Hauptrolle.

## Handlung
Mieze Lempke ist ein typisches Berliner Mädel aus dem Volke, durch und durch vom Typ ‘Herz mit Schnauze’. Als Wäschermädel und Büglerin bringt sie die Wäsche ihrer Kundschaft in Topform. Ihr zur Seite steht der kleine, aufgeweckte Modezeichner Max Kessler. Beide lieben sich, doch als Mieze ihren Max eines Tages mit einer Anderen zusammensteht, glaubt sie in ihrer Eifersucht, dass er fremdflirtet und lässt ihn wütend stehen. Sie kehrt zu Muttern heim und muss alsbald feststellen, dass plötzlich wildfremde Männer Interesse an ihr entwickeln. Dann regnet es auch noch Heiratsanträge.
Es stellt sich heraus, dass Miezes Mutter herumposaunt, dass die Berliner Range eigentlich eine Komtesse sei, mithin eine Gräfin. Miezes Max nennt sie fortan mit leicht spöttischem Unterton Gräfin Plättmamsell. Die aber beginnt sie für etwas besseres zu halten und zieht sogleich in das vornehmste Hotel der Stadt. Prompt kommt es zu allerlei Missverständnissen, Irrungen und Wirrungen bis sich herausstellt, dass Mieze etwas falsch verstanden hat, und sie nicht eine Gräfin ist, sondern ihr Erzeuger lediglich „Graf“ heißt. So finden Mieze und Max wieder zusammen und beschließen, gemeinsam den Modesalon Kessler zu führen.

## Produktionsnotizen
Gräfin Plättmamsell entstand im Sommer bis Frühherbst 1926 in den Rex-Film- und UFA-Ateliers, passierte am 22. Oktober desselben Jahres und wurde am 25. November 1926 in Berlins UFA-Kino am Kurfürstendamm uraufgeführt. Die Länge des Sechsakters betrug 2091 Meter.
Rudi Feld gestaltete die Filmbauten.

## Kritiken
Das Tagblatt konstatierte einen „überaus lustige(n) Inhalt“.
Die Bühne fand, der Film sei eine „harmlose, aber doch lustige Sache“.
Die Kärntner Zeitung merkte kritisch an, es handele sich hierbei um eine „etwas schicksals- oder besser zufallsreiche Geschichte“.
Das sozialistische Arbeiter Zeitung schimpfte hingegen: „Diese Geschichte … ist aber so albern und abgestanden, dass sie auch durch das Temperament einer Ossi Oswalda nicht erträglich wird“.